# 長岡香料
長岡香料株式会社（ながおかこうりょう）は、大阪府大阪市に本社を置く香料メーカーである。創業は1895年。2005年の調査では、売上高は日本の香料業界第5位であった。

## 主な製品
食品・香粧品・タバコ用香料、カレー粉・香辛料、ハーブ・バニラ・飲料向けエキスの製造を行う。

## 事業所
- 本社・大阪研究所 - 〒541-0057　大阪府大阪市中央区北久宝寺町2丁目2番6号
- 大阪工場・技術開発研究所・食品開発研究所 - 〒567-0005　大阪府茨木市五日市1丁目3番30号
- 東京事業部・東京研究所 - 東京都江東区千石2丁目3番39号
- 静岡工場 - 〒437-0223 静岡県周智郡森町中川1097-1

## 沿革
- 1895年（明治28年） - 大阪市東区（現 中央区）道修町にて創業
- 1949年（昭和24年）7月 - 株式会社として設立
- 1953年7月 - 東京事業部開設
- 1963年4月 - 茨木工場開設
- 1994年（平成6年）4月 - 静岡工場操業開始
- 2003年1月 - 本社を大阪市中央区北久宝寺町に新築移転
- 2012年3月24日 - 日本農芸化学会大会において、神戸学院大学と共同で、カモミールの精油が哺乳類のDNAポリメラーゼを阻害し、抗がん・抗炎症作用を表す研究結果を発表した[2]。